# Gränshinderrådet

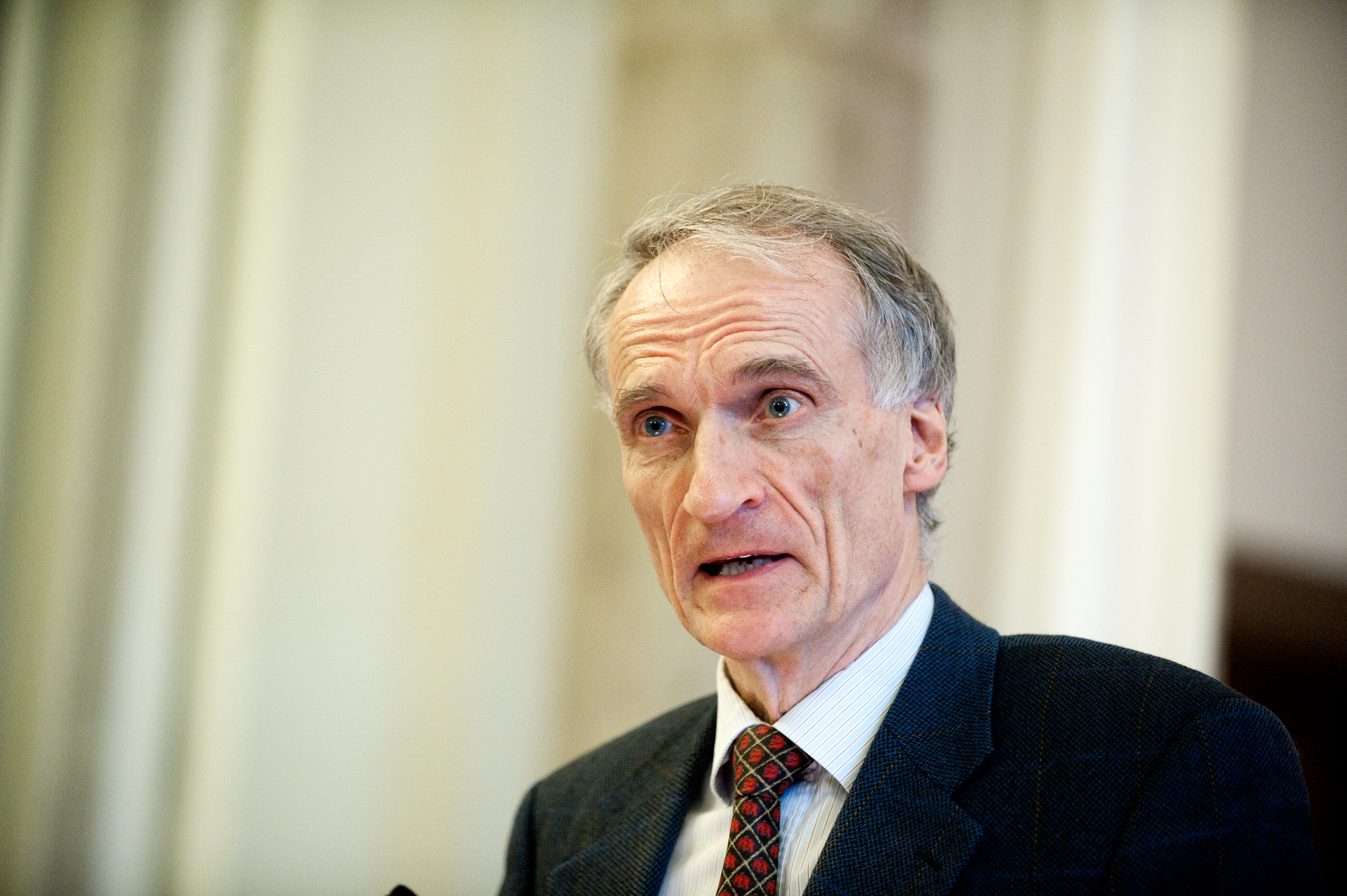
Bertel Haarder, Gränshinderrådets ordförande under 2020.

Gränshinderrådet är ett politiskt tillsatt organ som skapats i syfte att befrämja den fria rörligheten inom Norden för enskilda personer och för företag. Uppdragsgivare är regeringarna i de nordiska länderna. Gränshinderrådet ligger under Nordiska ministerrådet och inledde sin verksamhet 2014, då det tog vid efter Nordiskt gränshinderforum (2007–2014).
Ordförande år 2020 är dansken Bertel Haarder (Venstre). I april 2020 blev Sven-Erik Bucht (S) utsedd till svensk representant i Gränshinderrådet.